# Станислав Мартиновић
Станислав Станко Мартиновић (Бајице, код Цетиња, 5. мај 1916 — Межица, код Миљевине, 16. јун 1943) био је учесник Народноослободилачке борбе и народни херој Југославије.

## Биографија
Рођен је 1916. године у селу Бајице, код Цетиња. Основну школу и гимназију завршио је у Цетињу. Године 1935. је уписао Медицински факултет у Београду.
После окупације Југославије, вратио се у родно место. Учесник Народноослободилачке борбе је од 1941. године. Одмах после избијања Тринаестојулског устанка италијански војници су га ухапсили и интернирали у концентрациони логор у Албанији. Новембра 1941. је избављен из логора заменом за италијанске заробљенике. После изласка из логора, био је постављен за референта санитета Ловћенског партизанског одреда.
Члан Комунистичке партије Југославије (КПЈ) постао је 1942. године.
Као борац у Четвртој пролетерској црногорској бригади учествовао је у Трећој, Четвртој и Петој непријатељској офанзиви.
Током битке на Неретви био је командант болнице тифусара и учествовао у њиховој евакуацији. Због заслуга у спасавању рањеника и тифусара, постао је члан Санитетског одсека Врховног штаба НОВ и ПОЈ.
Током битке на Сутјесци био је задужен за болнице и организовао прелаз рањеника и болесника преко Пиве. Нашао се са групом рањеника која била уз Трећу ударну дивизију НОВЈ под командом Саве Ковачевића. Већина бораца дивизије изгинула је приликом покушаја пробоја обруча, након чега су немачки војници побили све рањенике на које су наишли. Станислав је успео да организује групу рањеника и извуче се поред Немаца. Међутим, код села Межице су их 16. јуна пресрели четници. Поубијали су све рањенике у групи, а Станислава мучили и на крају убили.
Указом Председништва Антифашистичког већа народног ослобођења Југославије (АВНОЈ), 11. јула 1945. године, међу првим борцима Народноослободилачке војске, проглашен је за народног хероја.